# エマヌエーレ・フィリベルト・ディ・サヴォイア (1972-)
エマヌエーレ・フィリベルト・ディ・サヴォイア（イタリア語: Emanuele Filiberto di Savoia, 1972年6月22日 - ）は、イタリア王国の旧王家サヴォイア家の一員で、サヴォイア家当主及びイタリア王位請求者。 最後のイタリア国王ウンベルト2世の孫である。イタリアの王政廃止に伴う国外追放によって祖父と父が亡命していたスイスのジュネーヴで生まれた。
2002年、法律改正によって父と共に帰国を果たし、ヴェネツィア公およびピエモンテ公の爵位・王位請求者として行動している。ピエモンテ＝ヴェネツィア公財団理事。
16世紀のシチリアを治めた先祖と同名だが「2世」は付いていない。

## 経歴

### 生い立ち
1972年、スイス連邦ジュネーヴ州ジュネーヴで最後のイタリア王太子ヴィットーリオ・エマヌエーレ・ディ・サヴォイアと、水上スキー選手のマリナ・リコルフィ・ドーリアの長男として生まれる。祖父母にあたるイタリア王ウンベルト2世とベルギー王女マリーア・ジョゼ・デル・ベルジョは当初ポルトガルに亡命していたが、後に祖母マリーアは息子である王太子ヴィットーリオを連れてスイスに別居していた。父ヴィットーリオはスキーを通じて知り合ったスイス人女性のマリナ・リコルフィと結婚した。
母方の祖父レネ・リコルフィ・ドーリアは母と同じスポーツ選手で、アントワープオリンピックの水泳競技にスイス代表として出場している。また祖父は資産家の女性と結婚し、クラッカーやビスケットを製造するドーリア社を創業して経済的にも成功を収めていた。更に家系的にも近世ジェノヴァの上流階級を祖先とする有力なイタリア系スイス人の一族ではあったが、それでも名門中の名門であるサヴォイア家と釣り合う家柄ではなかった。貴賤結婚であったことから一族の批判を受け、家長である祖父ウンベルト2世からも強く反対された。
これに対して父ヴィットーリオは自身が家長を引き継ぐ宣言をしているが、彼の一連の騒動に加えて私生活での逮捕などもあり、サヴォイア家はカリニャーノ派とアオスタ派に分かれて争っている。多くの貴族家は、ウンベルト2世が廃嫡までしていない以上、サリカ法に基づいて先代君主の長男の長男であるエマヌエーレ・フィリベルトまでは継承権を認めていたが、フィリベルトには男子継承者がいない。
父ヴィットーリオとの間柄は良好であり、父が過去に起こした銃撃事件について刑事裁判の結果を疑問視する記事が話題となった際、記事を掲載したメディアに民事裁判を起こす事を支持している。民事裁判が敗訴に終わった後、記者側に協力していた同じイタリアの没落貴族でモナコ公の義姪（ピエール・カシラギの妻）であるベアトリーチェ・ボロメオが「勝利はもちろん喜ばしいが、ヴィットーリオ・サヴォイアに対するものなら嬉しさも倍になる」と発言した事を非難し、ボロメオとTwitter上のアカウントで論争している。

### イタリア帰国前
フィリベルトは父からイタリア王太子の称号であるピエモンテ公に加え、かつてフランス皇帝およびイタリア王の地位にあったナポレオンが創始したヴェネツィア公という2つの爵位を叙任された。父を支持するカリニャーノ派の当主後継者として十分な教育を受け、ル・ロゼを経てジュネーヴ大学で建築を専攻していた。一時は建築学者としての道を考えたとされるが、卒業後は銀行家として投資業などに従事した。
サヴォイア家当主の入国を禁じる法律によって、一族の帰国は許されていなかったが、イタリア国内ではメディアを通じてしばしば姿を見せる機会があり、国内での一般的な知名度は低くない。サッカー好きであることから、イタリア国内のサッカー事情についての番組でゲストに呼ばれることも多い。ファッショナブルな姿でメディアの取材に応えるなど、亡命王族というイメージから想像される堅い雰囲気とはやや異なるライフスタイルで知られている。私生活面でも、同じ亡命貴族ではなくフランスの女優クロティルド・クローと交際して結婚した。2人の間には現在までに、ヴィットーリアとルイーザの2女が生まれたが、男子継承者がいないため、サリカ法典を無視し、長女に地位を引き継ぐ旨を公表している。
実業家としては自らの投資会社を持ち、収益の一部を「ピエモンテ＝ヴェネツィア公財団」を通じた文化保護活動や、ギニアでの学校建設などの慈善事業に寄付している。文化保護についてはスイス時代を共にした祖母マリーア・ジョゼ・デル・ベルジョからの影響であるという。王位請求者としても活発に行動しており、亡命生活を綴った『祖国を夢見て』（Sognando L'Italia）という伝記を執筆したり、イタリア国内の王党派への働きかけなどを行っている。他に航空機パイロットとしての免許を取得しており、ヘリコプター操縦の資格も保有している。

### イタリア帰国後

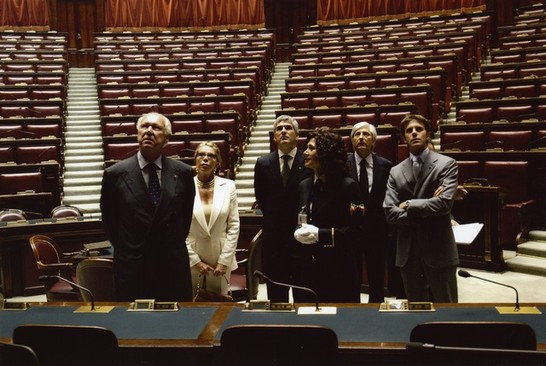
父ヴィットーリオと共和国の議事堂を視察するフィリベルト

2002年、反乱の煽動など国家主権の簒奪を求めないこと、国内で貴族称号を用いないこと、イタリア共和国憲法を承認することなどを条件に、半世紀を経てサヴォイア家当主のイタリア帰国を許可する議案が議会で可決された。幼少期に亡命を強いられた父ヴィットーリオ・エマヌエーレと共に、エマヌエーレ・フィリベルトは初めて一族の故国に足を踏み入れた。以降、イタリア各地の王党派組織の会合に出席するなどしている。2007年、エマヌエーレ・フィリベルトはイタリア共和国政府に対し、王政廃止時に没収した財産の返還や、国外追放による商業的損失の補償を求める裁判を起こした。総額1億7000万ユーロに及ぶ請求に対して、共和国政府は「国外追放時の法的処理に問題があったのは事実」として一部の支払いを検討するとコメントした。
2010年、イタリア歌謡曲の祭典サンレモ音楽祭に出場したことで大きな話題を集めた。フィリベルトは祖国への望郷を込めて愛国歌（『イタリア我が愛』）を歌い、君主制への拒否感を持つ層からは強いバッシングを受けた一方、視聴者からは支持票が集まり、最終的には2位に選出されている。またダンスコンテスト番組「星とともにダンスを」にロシア人ダンサーとペアを組み出場し、プロのダンサーを巧みにリードする高い技術が審査員に評価され優勝した。以後、国民やメディアからの注目が高まり、冠番組を持つようになるなど「歌って踊れる王子様」としてタレント的な活動を本格化させている。
バラエティ番組「王子は初心者」では人手不足で困っている人達を助けるため、世間の仕事には疎い王子が様々な職業に挑戦している。これまでにピザ職人やガラス清掃員、漁師、スーパーの店員、ドックシッターなどの仕事をこなし、そのドタバタぶりが人気を獲得している。日本テレビで放送されている「1億人の大質問!?笑ってコラえて!」イタリア支局の取材にも応じてスイスにある豪邸やトリノのサヴォイア王家の王宮群を紹介している。2015年には国営放送（イタリア国営放送）のRai Unoチャンネルで放送されるフィギュアスケート番組にレギュラー出演しており、ジェニファー・ウェスターとアイスダンスで競演もしている。
自らがプロデュースする服飾ブランド・「イタリアの王子様」（Principe d'litalia）を展開する他、映像制作・食料事業に進出するなど実業家としても活躍の幅を広げている。2016年、プリンス・オブ・ヴェネツィア・フードトラック社（Prince of Venice Food Truck）をアメリカのロサンゼルスに設立した。粗悪な料理が提供されることも多いフードトラック事業に参入し、本場のイタリア料理が手軽に食べられる事を目指している。2018年に発生したポルチェヴェーラ高架橋の崩落に対する義援活動など社会貢献にも取り組んでいる。

### 「サヴォイア家家長」就任
2024年2月に父ヴィットーリオが死去したことに伴い、サヴォイア家家長と名目上のイタリア王の座を継承したと称した。なお、これに先立つ2023年6月に「娘の準備ができたとき」に長女ヴィットーリアに家長の座を譲ることを表明している。ただし、前国王ウンベルトが1955年に設立した王国参事会は、貴賤婚をしたヴィットリオ・エマヌエーレの継承権を否定、従叔弟のアマデーオこそ正統のサヴォイア公にしてサヴォイア家長であると宣言し、また、ヴィットリオ・エマヌエーレによるサリカ法廃止も否定しているので、どちらにしても男系としてはアウスタ系が家長を継承するものとみなされる。

## 政治活動
2005年、帰国直後に自身が代表を務める政治団体を設立するなど共和制での政治参加に意欲を見せている。2008年、同年の総選挙に無所属で出馬したが、政界入りを支援していた政治家や企業家に相次いでスキャンダルが起きた事でイメージを損ない、王党派や国粋主義者の票を集められず落選した。2009年、イタリア中道連合に所属して欧州議会に出馬、今度は約2万票を得たものの当選には届かなかった。王政廃止から長い年月が経過しており、保守派・極右の中でも王政復古派の政治運動が乏しい事も影響している。イタリア統一君主主義者民主党（英語版、イタリア語版　以下「イタリア君主党」）の解散以来、議席を得た王党派政党は存在していない。
こうした点からハプスブルク家のオットー・フォン・ハプスブルク、サクスコブルクゴツキ家のシメオン・サクスコブルクゴツキの様な政界進出は時期尚早とされていたが、芸能や事業での成功もあって国民の間での評価は徐々に高まりつつある。2018年、ミラノの日刊紙「リベロ」の調査によればイタリア国民の1割程度がフィリベルトの即位を支持しており、選挙での得票力を期待する声もある。
自身も十数年振りとなる政界進出への試みを否定しておらず、イタリア君主党の復活を検討していると声明した。五つ星運動や同盟など左右ポピュリズムの台頭を批判し、保守系に加えてリベラル系を中心に支持を集めている。フィリベルトは衆愚政治を抑止する為に立憲君主制の復権を掲げ、共和制移行後のイタリアは君主制を悪魔的な存在としていたが、大統領より超党派的な行動を取れる君主は議会監督者として最も相応しいとしている。手本とすべき君主としてエリザベス2世への敬意を表明している。
2019年、混迷を続けるイタリア政界について「この馬鹿げたバナナ共和国の政治家達に嫌気がさした何百万名もの国民からメッセージを貰っている。私は何をすべきか？」とFacebook上で問い掛け、「Viva Savoia！」（サヴォイア万歳！）といった返答が相次いだ。

## 家系
- 曽祖父：ヴィットーリオ・エマヌエーレ3世（第3代イタリア王）
- 曾祖母：エレナ・デル・モンテネグロ（モンテネグロ王女）
- 祖父：ウンベルト2世（第4代イタリア王）
- 祖母：マリーア・ジョゼ・デル・ベルジョ（ベルギー王女）
- 父：ヴィットーリオ・エマヌエーレ・ディ・サヴォイア（イタリア王太子）
- 母：マリナ・リコルフィ・ドーリア（英語版）（モデル、スキー選手）
- 妻：クロティルド・クロー（女優）
- 長女：ヴィットーリア・ディ・サヴォイア（英語版）
- 次女：ルイーザ・ディ・サヴォイア（英語版）

## 称号

### 請求権
エマヌエーレ・フィリベルトはサリカ法に基づいたサヴォイア家の長子相続法により、サヴォイア家の家長及び一族の請求権の全てを引き継ぐ立場にある。先に述べた一族内の内紛によりクロアチア王及びアオスタ公の請求者であるアメデーオ・ディ・サヴォイア＝アオスタとその子息であるプッリャ公の請求者アイモーネ・ディ・サヴォイア＝アオスタがサヴォイア家の家長権を請求している。前国王ウンベルトが1955年に設立した王国参事会は、ウンベルト2世が貴賤結婚に反対していたことを理由に家長権の移動を公布し、アマデーオが自身が正式な当主であるとした。イタリア国内では、2006年、両者の間で裁判が行われ、共和政下におけるイタリア法の爵位継承に関する見解が注目された。2010年、アレッツォ裁判所はエマヌエーレ・フィリベルト側の全面勝訴の判決を下し、アオスタ家のアメデーオとアイモーネの親子に対してはサヴォイア家当主の家名（ディ・サヴォイア）を名乗ることを禁止した上で、総額20万ユーロの賠償金支払いが命じられた。しかし生まれた時からいずれの氏も称してきたアマデーオとしては、判決を不服として控訴し、2018年に勝訴した。どちらにしてもフィリベルトには男子がいないため、いずれアオスタ家が男系を継承する。
イタリア国民で王政復古を望む国民は15%に留まるが、その大半はフィリベルトの即位を支持しており、王党派内での支持は高いとされる。

## 称号一覧

### 爵位
- イタリア王太子（請求権）
- ピエモンテ＝ヴェネツィア公（請求権）

### 騎士団
- 聖シャルル騎士団（英語版）団員[14]（モナコ公国）
- ダニロ1世騎士団（英語版）団員（モンテネグロ）